# ساتوشي هينو
ساتوشي هينو (日野聡 هينو ساتوشي) هو مؤدي أصوات ياباني ولد في 4 أغسطس 1978 في سان فرانسيسكو، كاليفورنيا.

## أدواره في الأنمي

### مسلسلات أنمي تلفزيونية
- شاكوغان نو شانا - يوجي ساكاي
- شاكوغان نو شانا II - يوجي ساكاي
- شاكوغان نو شانا III(فاينل) - يوجي ساكاي
- خادم الصفر - سايتو هيراغا
- خادم الصفر: فارس القمرين - سايتو هيراغا
- خادم الصفر: رقصة الأميرات - سايتو هيراغا
- خادم الصفر F - سايتو هيراغا
- ناروتو شيبودن - ساي، شيبا
- بوروتو: ناروتو نكست جينيريشنز - ساي ياماناكا
- روك لي وأصدقائه النينجا - ساي
- يوغي GX - ديميتري
- يوغي ZEXAL - راي شادوز، فيكتور
- ترينيتي بلاد - إيبل نايترود (أيام الطفولة)
- ناباري نو أو - كويتشي آيزاوا
- إيكي توسن - شويو كوكين
- إيكي توسن Dragon Destiny - شويو كوكين
- إيكي توسن Great Guardians - شويو كوكين
- إيكي توسن XTREME XECUTOR - شويو كوكين
- الخادم الأسود - آش
- الرمية الكبرى - شينغو شيمازاكي
- الرمية الكبرى: بطولة الصيف - شينغو شيمازاكي
- غوين ساغا - ريغان
- حضانة هانامارو - أستاذ تسوتشيدا
- كاتيكيو هيتمان ريبورن! - أراكيدي
- دانس إن ذا فامباير باند - شارل
- باكومان - أكيتو تاكاغي
- موياشيمون - توموهارو هيوشي
- هايسكول أوف ذا ديد - كاكودا
- أسطورة الأبطال الأسطوريين - لوك ستوكارت
- المعركة الحديدية بي بليد - كمال
- ليفل E - موهان كي إل دوغرا
- إندكس معينة خاصة بالسحر II - شيأغي هامازورا
- إندكس معينة خاصة بالسحر III - شيأغي هامازورا
- أرشيف دانتاليان - ليني لينتس
- لوغ هورايزون - آيزاك
- ماغي: The Kingdom of Magic - رين كومي
- يواموشي بيدال - هاياتو شينكاي
- يواموشي بيدال GRANDE ROAD - هاياتو شينكاي
- يواموشي بيدال NEW GENERATION - هاياتو شينكاي
- يواموشي بيدال GLORY LINE - هاياتو شينكاي
- الخيانة تعرف إسمي - سينشيرو فوروري
- دراماتيكال مردر - نويز
- غوغوري! كوكوري-سان - حبيب كوريها
- ووركينغ'!! - كيريو يامادا
- ووركينغ!!! - كيريو يامادا
- أوفرلورد - آينز أول غون/مومونغا
- أوفرلورد II - آينز أول غون/مومونغا
- أوفرلورد III - آينز أول غون/مومونغا
- هايكيو!! - دايتشي ساوامورا
- هايكيو!! الموسم الثاني - دايتشي ساوامورا
- هايكيو!! ثانوية كاراسونو في مواجهة أكاديمية شيراتوريزاوا - دايتشي ساوامورا
- هايكيو!! TO THE TOP - دايتشي ساوامورا
- أكا: قسم التفتيش الخاص بالقطاع 13 - ووبولار
- ملحمة غرانكريست - ديفيد لاسيك
- لعبة الجوكر - أكيرا أريساكي (أيام المراهقة)
- لعبة الملك ذي أنيميشن - تاكويا ساكاموتو
- ون بنش مان - سوبرألوي داركشاين
- بلاستيك ميموريز - كونستانس
- متاعب سايكي كوسوؤو - كينيشي هايرو
- تيلز أوف زيستيريا ذا كروس - مايكل
- عروس الساحر - ميخائيل رينفريد
- بلاك كلوفر - غوش آدلي
- سيف قاتل الشياطين - كيوجورو رينغوكو
- طوكيو ريفينجرز - ماساتاكا كيوماسا

### أنمي الإنترنت
- نينجا سلاير فروم أنيميشن - شوغو

### أوفا أنمي
- شاكوغان نو شانا S - يوجي ساكاي
- إير جير: الأجنحة السوداء و غابة النوم Break on the sky - بلاك بيرن

### أفلام أنمي
- فيلم شاكوغان نو شانا - يوجي ساكاي
- فيلم ناروتو شيبودن: الروابط - ساي
- فيلم ناروتو شيبودن: إرادة النار - ساي
- فيلم ناروتو شيبودن: البرج المفقود - ساي
- الأخير: ناروتو الفيلم - ساي
- بوروتو: ناروتو الفيلم - ساي
- سلسلة أفلام كود غياس: أكيتو المنفي
  - كود غياس: أكيتو المنفي: الفصل الأول «وصول التنين» - ريو ساياما
  - كود غياس: أكيتو المنفي: الفصل الثاني «انقسام التنين» - ريو ساياما
- هاي سبيد! فري! ستارتنغ ديز - ناو سيريزاوا
- فري! تايمليس ميدلي - ناو سيريزاوا
- فري! تيك يور ماركز - ناو سيريزاوا
- فيلم يواموشي بيدال - هاياتو شينكاي
- يواموشي بيدال SPARE BIKE - هاياتو شينكاي
- يوغي: الجانب المظلم للأبعاد - ماني
- سيف قاتل الشياطين: قطار اللانهاية - كيوجورو رينغوكو

## أدواره في ألعاب الفيديو
- ناروتو شيبودن: دراغون بليد كرونيكلز - ساي
- ناروتو شيبودن: كيزونا درايف - ساي
- ناروتو: باورفل شيبودن - ساي
- ناروتو شيبودن: ألتيميت نينجا ستورم ريفولوشن - ساي
- ناروتو شيبودن: ألتيميت نينجا ستورم 4 - ساي
- هايكيو!! رابط! طلة القمة!! - دايتشي ساوامورا
- هايكيو!! كروس تيم ماتش! - دايتشي ساوامورا
- بيرسونا 5 رويال - تاكوتو ماروكي

## أدواره في الدبلجة اليابانية
- سلسلة أفلام هاري بوتر
  - هاري بوتر وكأس النار - سيدريك ديجوري
  - هاري بوتر وجماعة العنقاء - سيدريك ديجوري
- دامو ستحيل - مستا مستعد
- السهم - أوليفر كوين/السهم
- البرق - أوليفر كوين/السهم
- أساطير الغد - أوليفر كوين/السهم

## وصلات خارجية
- ساتوشي هينو على موقع IMDb (الإنجليزية)
- ساتوشي هينو على موقع ميوزك برينز (الإنجليزية)
- ساتوشي هينو على موقع قاعدة بيانات الفيلم (الإنجليزية)
- ساتوشي هينو على موقع ANN person (الإنجليزية)